# ريجنانو سولارنو
ريجنانو سولارنو هي كومونا في مدينة فلورنسا الحضرية في منطقة توسكانا الايطالية، وتقع على بعد حوالي 20 كليومترا (12 ميلا )جنوب شرق فلورنسا.

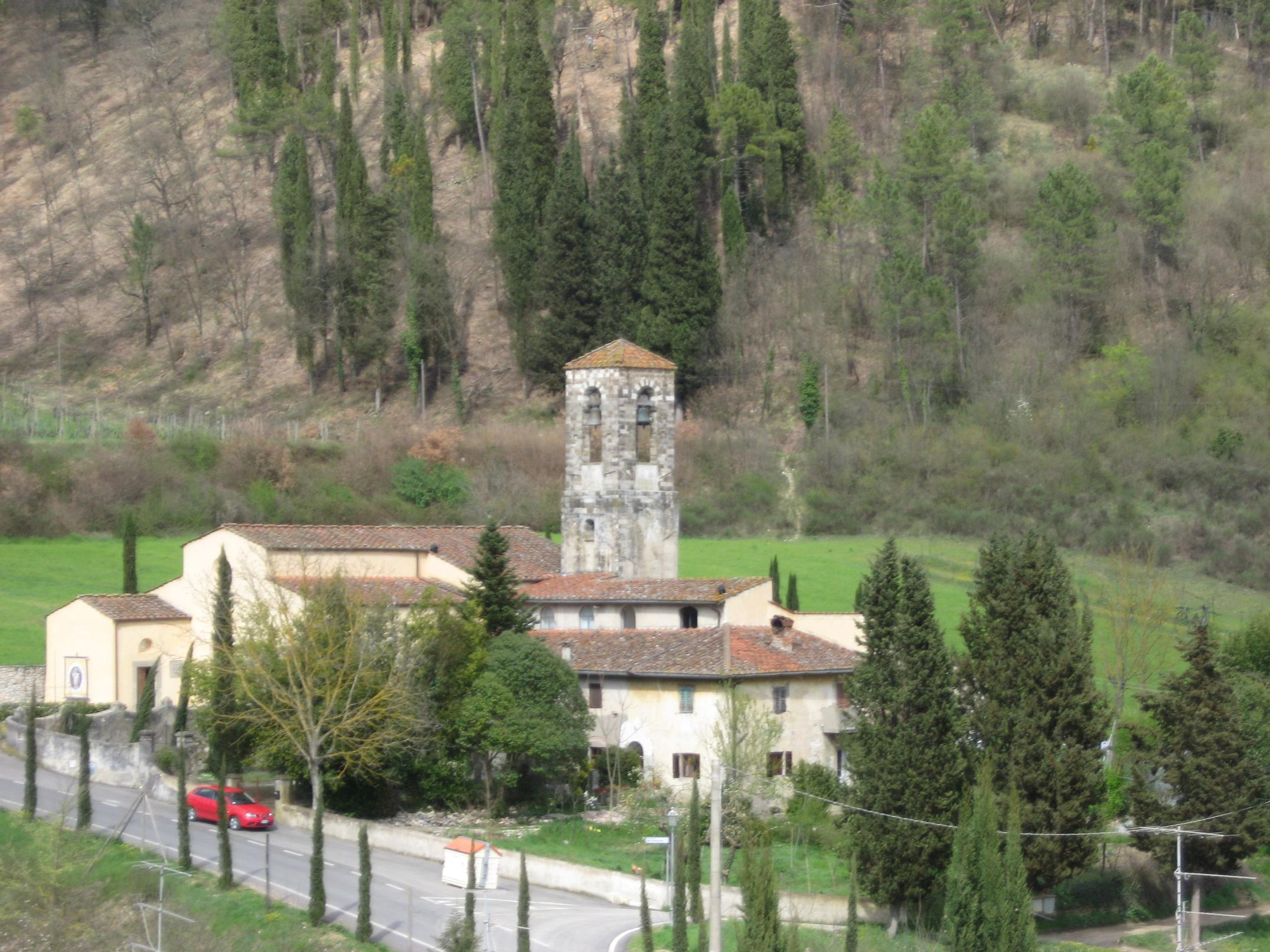
Pieve (الكنيسة الريفية) في سان ليونينو.

## المعالم السياحية الرئيسية
- بيفي سان لورينزو ميرانسو
- بيفي دي سان ليونينو ، مع تيراكوتا سداسية منسوبة إلى سانتي بوجليوني
- يُزعم أن دير سانتا ماريا أ روسانو تأسس عام 780 ولكنه معروف منذ القرن الحادي عشر احتفظت الكنيسة ببعض المباني من القرن الثاني عشر.
- كنيسة سان بيترو أ بيرتيكا . يضم صليبًا خشبيًا لمدرسة فلورنسا (أواخر القرن الخامس عشر وأوائل القرن السادس عشر)
- كنيسة سان ميشيل آ فولونانو ، مُدرجة في قلعة أصبحت الآن فيلا قوطية جديدة. تضم الكنيسة العديد من الأعمال الفنية ، بما في ذلك أواخر القرن الرابع عشر مادونا والطفل بقلم لورينزو دي بيشي ، ومذبح لماريوتو ألبرتينيلي (1514) ومادونا من سينتولا (ج .1520 ) ، منسوبة إلى ورشة اندريا ديل سارتو ، إلى دومينيكو بوليجو أو إلى روسو فيورنتينو .